# Saúl Ramírez Freire
Saúl Ramírez Freire, né le 7 juin 1976, est un homme politique espagnol membre de Ciudadanos.
Il est élu député de la circonscription de Las Palmas lors des élections générales de décembre 2015.

## Biographie

### Vie privée
Il est marié et père d'un fils.

### Formation et profession
Titulaire d'une licence en publicité et relations publiques de l'université ouverte de Catalogne, il est diplômé en gestion et administration publique de l'université complutense de Madrid. Travaillant d'abord dans le secteur bancaire, il exerce ensuite dans la création de jeux en ligne et collabore avec des multinationales du secteur informatique. En 2010, il s'installe sur l'île de Grande Canarie afin de travailler dans l'industrie pharmaceutique.

### Activités politiques
Membre de Ciudadanos dès la création du parti en 2014, il se présente aux primaires de juillet 2015 visant à désigner le candidat de la formation pour les élections générales de décembre suivant. Après avoir remporté les primaires, il est officiellement investi tête de liste dans la circonscription de Las Palmas,. Avec 63 385 voix et 12,28 % des suffrages exprimés, il obtient l'un des huit mandats en jeu et se retrouve élu au Congrès des députés. Membre de la commission du Règlement et de la commission de l'étude du changement climatique, il exerce les responsabilités de porte-parole adjoint à la commission des Finances et des Administrations publiques et à celle de l'Emploi et de la Sécurité sociale. Il conserve son mandat après le scrutin législatif anticipé de juin 2016. Promu porte-parole titulaire à la commission de l'Emploi et de la Sécurité sociale, il exerce les fonctions d'adjoint à celles de l'Intérieur et des Budgets. Il est également choisi comme premier vice-président de la commission pour l'étude du modèle policier du XXIe siècle.